# Powerhouse Hobbs
Will Hobson es un luchador profesional estadounidense más conocido como Powerhouse Hobbs quien ahora trabaja en All Elite Wrestling. También es famoso por su trabajo en el circuito independiente, sobre todo en All Pro Wrestling (APW) y Championship Wrestling From Hollywood (CWFH).

## Carrera

### Circuito independiente (2009-2020)
Hobbs hizo su debut en la lucha libre profesional el 18 de julio de 2009, en Gym Wars de All Pro Wrestling (APW), bajo el nombre de Will Rood, donde no pudo ganar el Royal Rumble para determinar el contendiente No. 1 por el APW Worldwide Internet Championship. Durante su tiempo en APW, Hobbs celebró el Campeonato Mundial de Internet tres veces y ganó el Campeonato de Parejas de APW por tres veces con Marcus Lewis, bajo el nombre de equipo como "Lion Power".

### All Elite Wrestling (2020-presente)
Hobbs hizo su debut en All Elite Wrestling (AEW) durante el 7 de julio de 2020, en AEW Dark, donde perdió ante Orange Cassidy en 13 segundos. El 7 de septiembre, Hobbs compitió en el Casino Battle Royale de 21 hombres en All Out, donde el ganador recibiría una oportunidad por el Campeonato Mundial de AEW, que fue ganado por Lance Archer. Su actuación en la lucha fue elogiada tanto por la afición como por la crítica. El 15 de septiembre en AEW Dark, Hobbs obtuvo su primera victoria en AEW derrotando a Sean Legacy. Al día siguiente, se anunció que Hobbs había firmado con AEW. El 16 de septiembre en Dynamite, Hobbs salvó a Jon Moxley de un ataque de Brian Cage y Ricky Starks, volviéndose face en el proceso. 
En la edición del 18 de noviembre de la Dynamite, Hobbs volvió heel alineándose con Taz, Brian Cage, y Ricky Starks después de golpear a Cody Rhodes con el cinturón de Campeonato de FTW de Cage y luego ayudar a los atacan tanto Rhodes y Darby Allin. La próxima semana en Dynamite, derrotó a Lee Johnson bajo su nuevo nombre de ring Powerhouse Hobbs.

## Campeonatos y logros
- All Elite Wrestling
  - AEW TNT Championship (1 vez)
  - Face of Revolution Ladder Match (2023)
  - AEW World Trios Championship (1 vez, actual) – con Samoa Joe & Katsuyori Shibata

- All Pro Wrestling
  - APW Worldwide Internet Championship (3 veces)[3]
  - APW Tag Team Championship (3 veces) – con Marcus Lewis[2]

- Championship Wrestling From Hollywood
  - UWN Tag Team Championship (1 vez) – con Damien Grundy[2]

- Gold Rush Pro Wrestling
  - GRPW Dynamite Division Championship (1 vez)[3][7]

- Pro Championship Wrestling
  - PCW Tag Team Championship (1 vez) – con Mitch Valentine[2]